# Alf Salin
Alf Salin (21 de junio de 1913 – 28 de septiembre de 1964) fue un bailarín y director de estudio finlandés.

## Biografía
Su nombre completo era Alf Olavi Salin, y nació en Helsinki, Finlandia, siendo sus hermanos el actor Holger Salin y los bailarines Klaus Salin y Iris Salin.
Desde los años 1930 hasta la Segunda Guerra Mundial fue bailarín de la Ópera Nacional de Finlandia. Sin embargo, durante la contienda resultó gravemente herido y perdió la mano izquierda. A partir de entonces trabajó como gerente de estudio de la productora Suomen Filmiteollisuus, participando hasta su muerte en la producción de numerosas películas de la compañía.
Por su trayectoria artística, fue premiado en 1956 con la Medalla Pro Finlandia.
Alf Salin falleció en 1964 en Helsinki. Había estado casado con la bailarina y coreógrafa Airi Säilä. Tuvieron un hijo, el guitarrista de flamenco Ari Salin. 